# اگزاسفم

لاتاموکسف

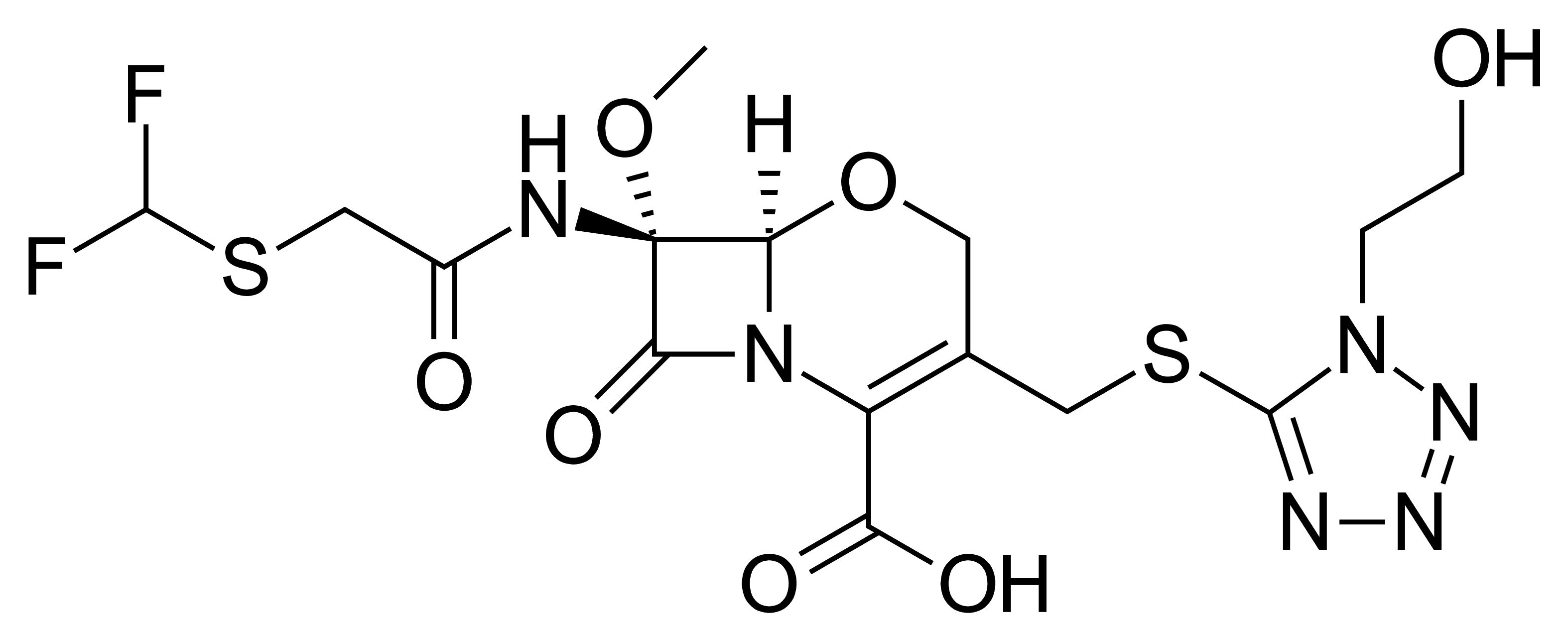
فلوموکسف

اگزاسفم(به انگلیسی: Oxacephem) مولکولی شبیه به سفم است، با این تفاوت که در آن اتم اکسیژن با اتم گوگرد جایگزین شده‌است. این ترکیبات مصنوعی هستند و در طبیعت دیده نمی‌شوند. نمونه‌های آن شامل لاتاموکسف و فلوموکسف است.